# Marília
Marília, amtlich portugiesisch Município de Marília, ist eine Stadt im brasilianischen Bundesstaat São Paulo. Sie befindet sich in einer Entfernung von 376 Kilometern Luftlinie von der Hauptstadt des Bundesstaates auf einer Höhe um 650 Metern über dem Meeresspiegel. Im Jahr 2020 hatte die Stadt eine Bevölkerung von schätzungsweise 240.590 Personen, die auf einer Gemeindefläche von rund 1170,5 km² leben und Marilienser (marilienses) genannt werden.
Nach dem Toponym ist die geologische Marília-Formation benannt.

## Geschichte
Die Pioniere in dieser Region waren Antônio Pereira da Silva und sein Sohn José Pereira da Silva, die im Jahr 1923 Länder an den Ufern der Flüsse Rio Feio und Rio Peixe kauften und der Region den Namen Alto Cafezal gaben.
Im Jahre 1926 kaufte der aus São Carlos stammende Bento de Abreu Sampaio Vidal ein ausgedehntes Stück Land und begann, es zu parzellieren.
Als die Eisenbahngesellschaft Companhia Paulista de Estradas de Ferro ihre Strecke von Piratininga bis Lácio ausgebaut hatte, musste für diese Gegend ein Name gefunden werden, der mit M begann, weil es Politik der Eisenbahngesellschaft war, die einzelnen Streckenabstände nach dem Alphabet zu benennen. Es wurden einige Namen wie „Marathona“, „Moguncio“, oder „Macau“ vorgeschlagen, aber Bento de Abreu war mit keinem dieser Namen zufrieden. Nachdem er auf einer seiner Reise nach Europa auf dem Schiff das Buch Marília de Dirceu von Tomás Antônio Gonzaga gelesen hatte, entschied er sich für den Namen Marília.
Marília wurde am 24. Dezember 1926 zur Kategorie Gemeinde erhoben. Die offizielle Begründung wurde dann am 4. April 1929 vollzogen, welches das Datum ist, an welchem heute der Jahrestag der Gemeinde begangen wird. Marília zählt deshalb auch für brasilianische Verhältnisse zu einer der jüngeren Gemeinden.
Zu Beginn basierte die Wirtschaft von Marília auf dem Anbau von Kaffee, welche später schrittweise vom Baumwollanbau verdrängt wurde. Dem Baumwollanbau ist es auch zu verdanken, dass 1934 und 1935 die ersten beiden Fabriken, Ölfabriken, in der Gemeinde errichtet wurden. Mit der gleichzeitig stattfindenden wirtschaftlichen Erschließung des Inneren des Bundesstaates São Paulo stieg auch der Bedarf an Transportmitteln, was dazu führte, dass die Region von Marília über Eisenbahnen und Straßen mit den anderen Regionen des Bundesstaates und mit dem Norden von Paraná verbunden wurde.
In den 1940er Jahren wurde Marília zu einem der Zentren der wirtschaftlichen Entwicklung des Westens von São Paulo, was mit einem großen Wachstum von Bevölkerung und urbanem Gebiet verbunden war.
In den 1970er Jahren gab es einen weiteren wirtschaftlichen Aufschwung, als sich vor allem Nahrungsmittel- und metallverarbeitende Industrie in Marília ansiedelte. Etwas später wurden in Marília auch einige höhere Bildungseinrichtungen geschaffen, wodurch die Stadt über zahlreiche junge gutausgebildete Leute verfügte, was weiterhin zum Wachstum der Wirtschaft beitrug.

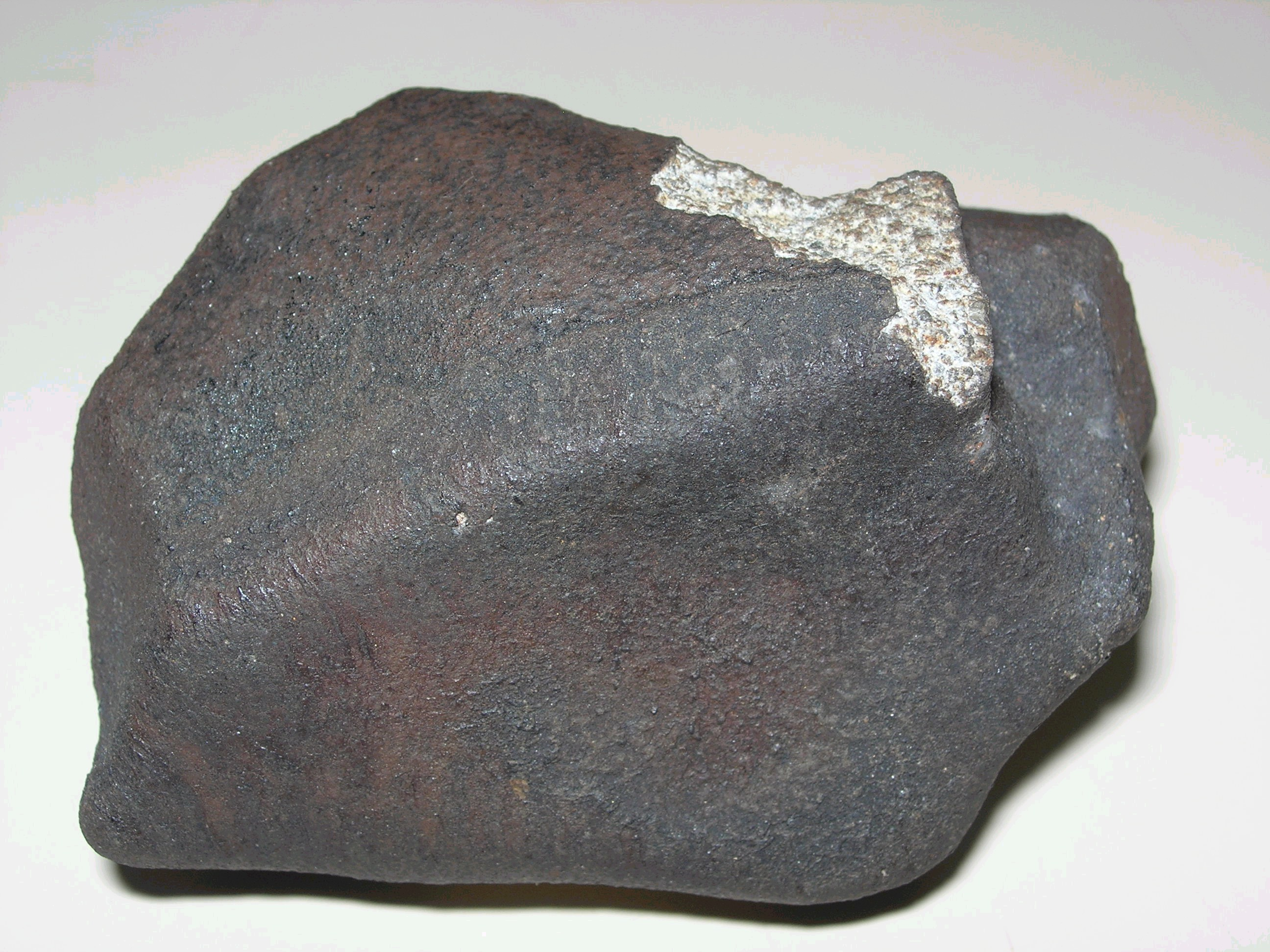
Eines der sieben Fragmente des Meteorito Marília

Am 5. Oktober 1971 kam es zum bisher letzten im Bundesstaat São Paulo registrierten Meteoriteneinschlag: Um etwa 5 Uhr nachmittags schlug ein etwa 2,5 kg schwerer Meteorit im Stadtgebiet ein.

## Geografie

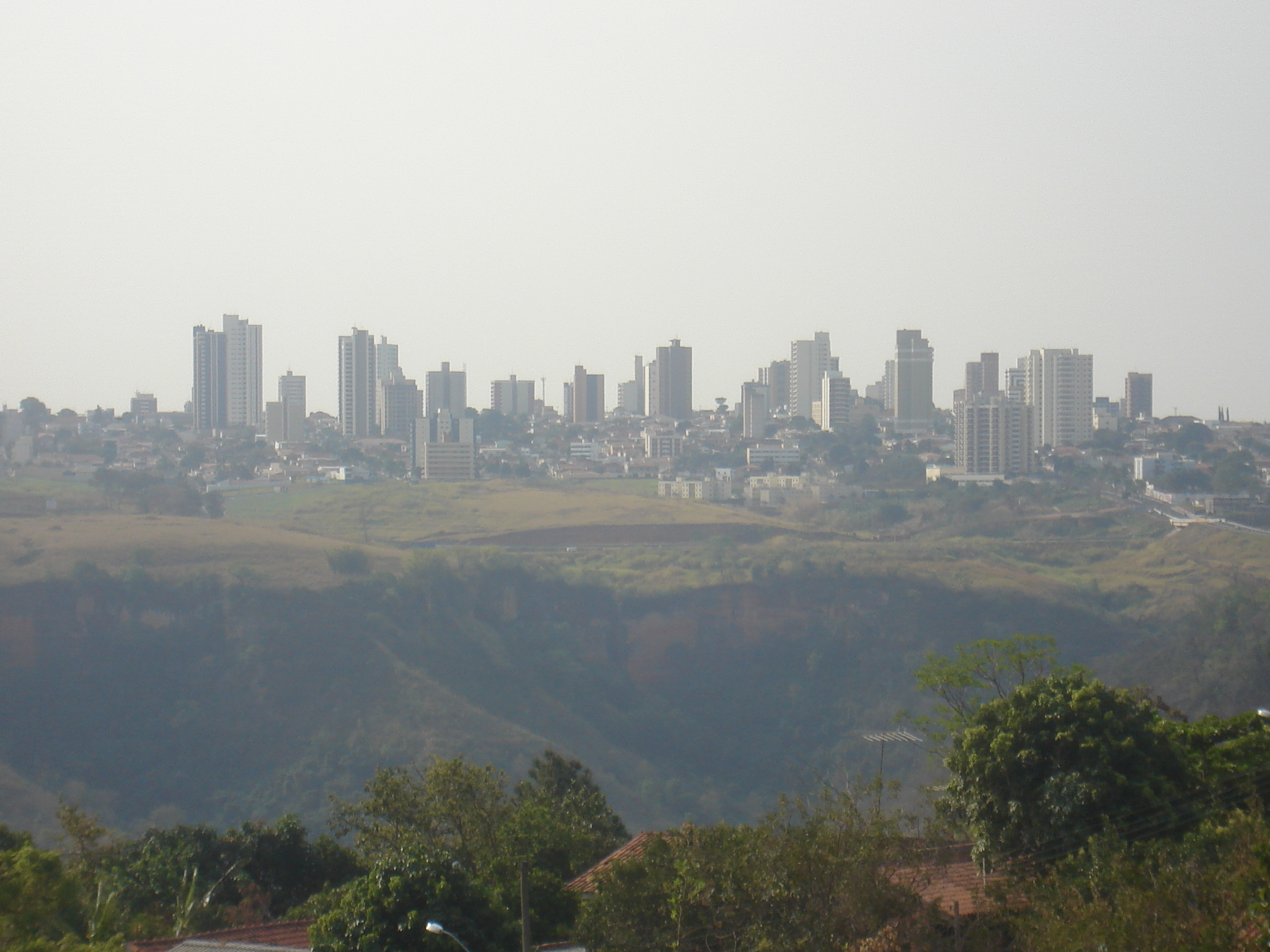
Panorama von Marília

Marília liegt zur Gänze auf den westlichen Ausläufern der Serra dos Agudos, einer Bergkette, welche das Gebiet der Stadt von Osten nach Westen durchzieht. Die Vorgebirge dieser Serra sind durch Sandsteinabhänge, die von Vegetation bedeckt sind, charakterisiert. Ansonsten ist die Region von Steppen und Krummholzzonen gekennzeichnet. Wichtige Flüsse im Gebiet von Marília sind der Rio do Peixe und der Rio Aguapei. Das Biom ist teils brasilianischer Cerrado, teils Mata Atlântica.
Das Klima von Marília ist subtropisch, mit einer Jahresdurchschnittstemperatur von 19,9 °C, die durchschnittliche Niederschlagsmenge liegt bei 1291 mm pro Jahr.
Umliegende Gemeinden sind im Norden Getulina, Guaimbê und Júlio Mesquita, im Osten Álvaro de Carvalho, Vera Cruz und Ocauçu, im Süden Campos Novos Paulista, im Westen Pompéia, Oriente und Echaporã.

## Verwaltung

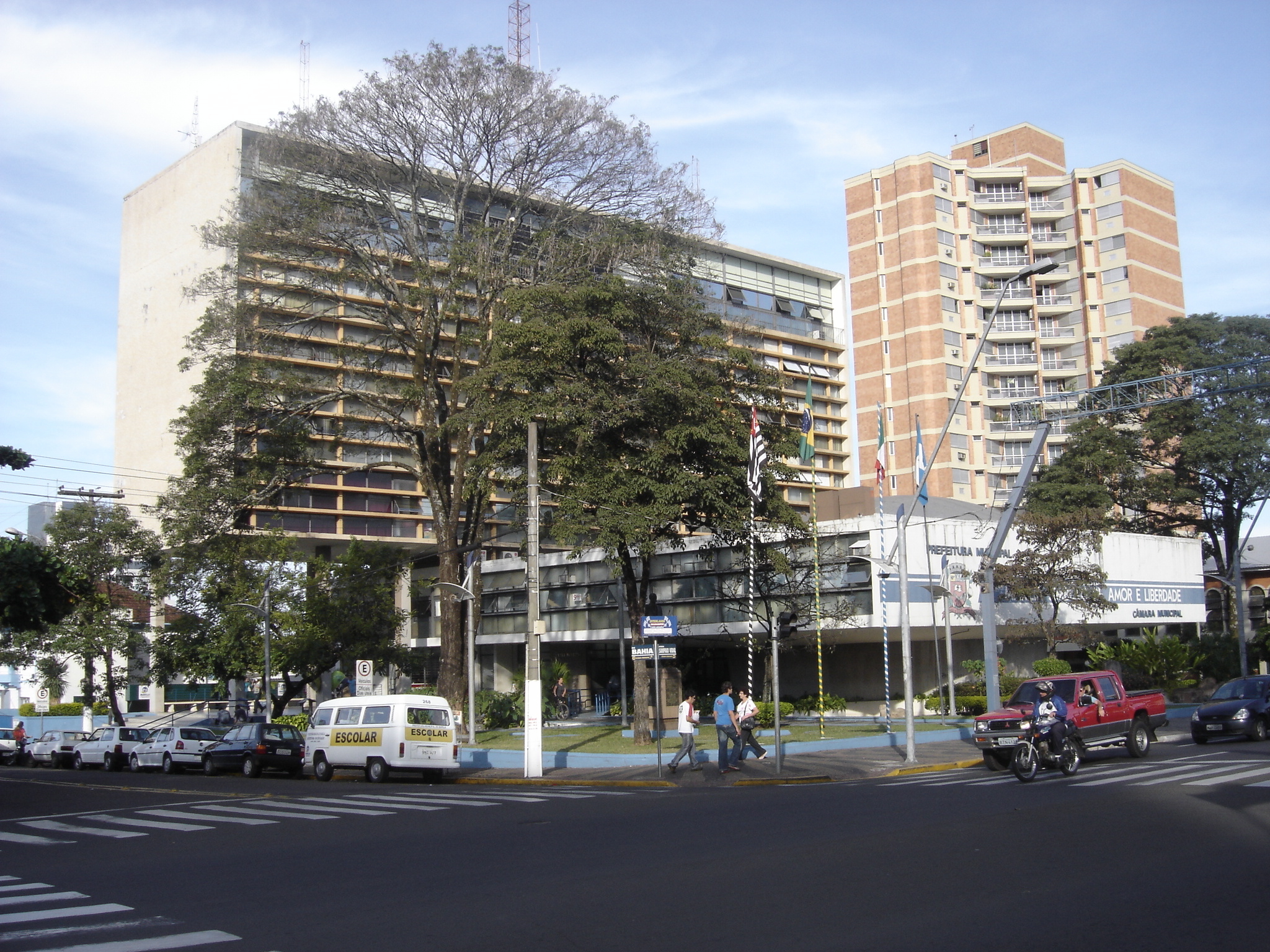
Bürgermeisteramt (Prefeitura) und Stadtratsgebäude (Câmara Municipal) von Marília

Die Exekutive wird, wie von der brasilianischen Verfassung vorgeschrieben, vom Bürgermeister (Prefeito) und seinem Gabinete de Secretários ausgeübt. Dieses Amt wird seit 2017 von Daniel Alonso ausgeübt, der dem Partido da Social Democracia Brasileira (PSDB) angehört. Bei den Kommunalwahlen in Brasilien 2020 wurde er für die Amtszeit 2021 bis 2024 mit 55.060 (50,43 %) der gültigen Stimmen wiedergewählt.
Die Legislative liegt bei einem Stadtrat (Câmara Municipal), der aus 13 Abgeordneten besteht. Ihm fallen Aufgaben wie das Erstellen von Gesetzesvorlagen und des Budgets zu.

## Bevölkerung

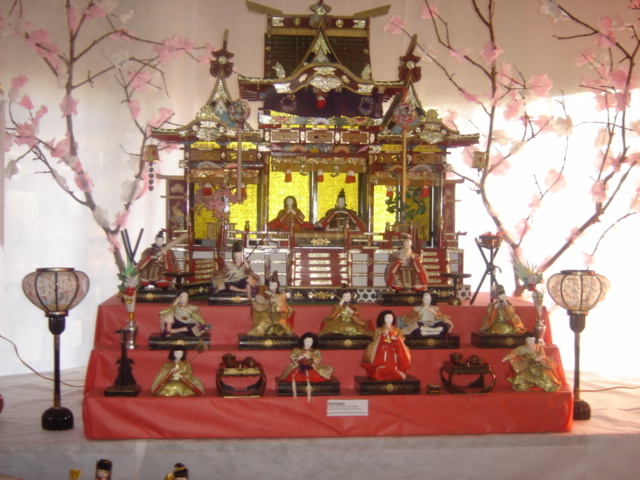
Schrein beim Japan Fest

Marília ist, neben Londrina, einer der Orte mit der höchsten Konzentration von japanischstämmigen Brasilianern im Inneren von Brasilien. Dieser Bevölkerungsteil hat sich im sogenannten Nikey Clube organisiert, um die japanischen Traditionen und Gewohnheiten zu erhalten. Sie haben ein erfolgreiches Baseball-Team gegründet und veranstalten jährlich im April das Japan Fest, wo dem Publikum Attraktionen wie Ausstellungen, Vorführungen, kulinarische Genüsse und Schönheitswettbewerbe geboten werden.

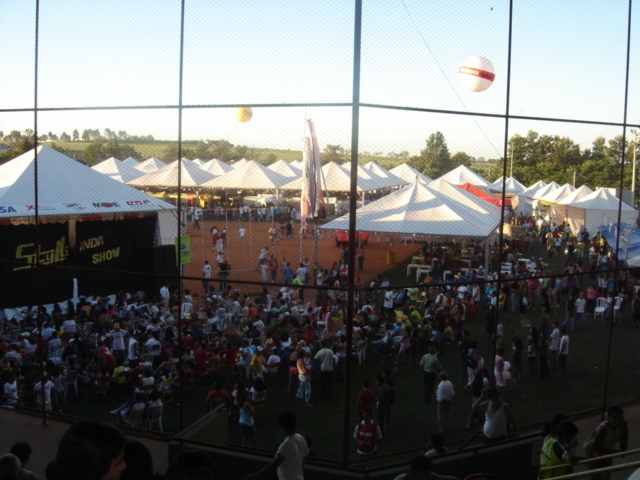
Japan Fest – Festival der japanischen Kultur, das jährlich im April stattfindet

Die ebenfalls zahlreich in Marília ansässigen italienischstämmigen Bewohner veranstalten ebenso jährlich Feste, nämlich die Festa de Santo Antônio und die Festa italiana.

### Bevölkerungsentwicklung
| Jahr | Einwohner | Stadt | Land |
| --- | --------- | ----- | ---- |
| 1940 | 81.064    |       |      |
| 1950 | 86.844    |       |      |
| 1960 | 90.884    |       |      |
| 1970 | 98.176    |       |      |
| 1980 | 121.774   |       |      |
| 1991 | 161.149   |       |      |
| 2000 | 197.342   |       |      |
| 2010 | 216.745   |       |      |
| 2020 | 240.590   |       |      |
| Die zur Anzeige dieser Grafik verwendete Erweiterung wurde dauerhaft deaktiviert. Wir arbeiten aktuell daran, diese und weitere betroffene Grafiken auf ein neues Format umzustellen. (Mehr dazu) |           |       |      |

## Verkehr
Marília hat eine Autoflotte von etwa 77.000 Fahrzeugen. Die Stadt liegt an der wichtigen Nationalstraße BR-153 (Rodovia Transbrasiliana) und an der SP-294 und der SP-333. Sie verfügt auch um eine Ringautobahn rund um die Stadt.
Der Aeroporto de Marília verfügt über eine asphaltierte Landebahn und bietet einige regionale Flugverbindungen.

## Wirtschaft
Der dominierende Wirtschaftszweig in Marília ist die Nahrungsmittelindustrie, welcher der Stadt den Beinamen Capital Nacional do Alimento, also Nationale Nahrungsmittelhauptstadt eingebracht hat. Unter den zahlreichen Unternehmen, die in diesem Sektor tätig sind, ist unter anderem Marilan, einer der führenden brasilianischen Nahrungsmittelhersteller, der in Marília gegründet worden ist und dort bis heute seinen Hauptsitz hat.
Zu den bedeutenden Unternehmen, die in Marília gegründet worden sind, gehören die Bank Bradesco und die Fluglinie TAM, die ursprünglich Táxi Aéreo Marília hieß.

## Bildung
Marília ist aufgrund der Präsenz der Faculdade de Medicina de Marília (FAMEMA) regional führend in der medizinischen Ausbildung. Daneben gibt es höhere Bildungsanstalten im technischen Bereich.
Öffentliche Einrichtungen sind:
- Faculdade de Medicina de Marília (FAMEMA)
- Universidade Estadual Paulista Júlio de Mesquita Filho (UNESP)
- Faculdade de Tecnologia (FATEC)

Private Einrichtungen sind:
- Universidade de Marília - UNIMAR
- Fundação de Ensino Eurípedes Soares da Rocha - UNIVEM
- Faculdade João Paulo II (FAJOPA)
- Faculdade de Ensino Superior do Interior Paulista (FAIP)

## Religion
Das Christentum ist in der Stadt wie folgt vertreten:

### Römisch-katholische Kirche
Das 1952 errichtete Bistum Marília hat seinen Sitz in der Stadt. Bischofskirche ist die Catedral de São Bento. Der Anteil der Bevölkerung römisch-katholischen Glaubens in der politischen Gemeinde Marília lag 2010 bei rund 62 %.

### Protestantische Kirche
In der Stadt gibt es  unterschiedliche evangelische Glaubensrichtungen, hauptsächlich Pfingstler, darunter die brasilianischen Assemblies of God (die größte evangelische Kirche des Landes), die Christliche Kongregationalistische Kirche in Brasilien,.

## Sport
Marília ist Heimatstadt des Fußballclubs Marília Atlético Clube, der momentan in der Liga A1 der Staatsmeisterschaft von São Paulo und in der Liga B des Campeonato Brasileiro de Futebol spielt. Mit Guilherme hat es auch schon ein Bewohner von Marília in das brasilianische Nationalteam geschafft.
Der erste Brasilianer, der eine olympische Medaille in einer Schwimmdisziplin gewann, stammte ebenfalls aus Marília: Tetsuo Okamoto gewann in Helsinki 1952 Bronze in 1500 m Freistil.

## Söhne und Töchter der Stadt
- Tetsuo Okamoto (1932–2007), Schwimmer, erster olympischer Medaillengewinner Brasiliens
- Sérgio Ricardo (* 1932), Regisseur, Schauspieler und Musiker
- José Carlos Seixas (* 1937), Arzt und Politiker, 1996 Gesundheitsminister unter Fernando Henrique Cardoso
- Jurandir de Freitas (1940–1996), Fußballspieler, Weltmeister 1962
- Amauri da Silva (1942–2020), Fußballspieler
- Jorge Antônio Putinatti (* 1959), Fußballspieler
- Márcio Rossini (* 1960), Fußballspieler, Südamerikameister 1983
- Osmar dos Santos (* 1968), Leichtathlet
- Guilherme de Cássio Alves (* 1974), Fußballspieler
- Renato Seabra (* 1978), Radrennfahrer
- Osmar Aparecido de Azevedo (* 1980), Fußballspieler
- João Marcos Alves Ferreira (* 1981), Fußballspieler
- William Alves (* 1987), Fußballspieler
- Wellington da Silva de Souza (* 1987), Fußballspieler
- Lucas Lima (* 1990), Fußballspieler
- Augusto Dutra (* 1990), Stabhochspringer
- Ronieli Gomes dos Santos (* 1991), Fußballspieler
- João Vítor de Oliveira (* 1992), Leichtathlet
- Thiago Braz da Silva (* 1993), Stabhochspringer
- Guilherme Garutti (* 1994), Fußballspieler